# Nagyecsed
Nagyecsed [naděčed] (rumunsky Eceda Mare, ukrajinsky Надьєчед, Naděčed) je město ve východním Maďarsku v župě Szabolcs-Szatmár-Bereg, spadající pod okres Mátészalka, blízko rumunských hranic. Nachází se asi 60 km východně od Nyíregyházy. V roce 2015 zde žilo 6 327 obyvatel. Podle údajů z roku 2001 zde bylo 84 % obyvatel maďarské a 16 % romské národnosti.
Městem protéká řeka Kraszna, která se u města Vásárosnamény vlévá do řeky Tiszy.
Nejbližšími městy jsou Fehérgyarmat, Mátészalka a rumunské Carei. Poblíže jsou též obce Fábiánháza, Győrtelek, Mérk, Nyírcsaholy, Tiborszállás a Tyukod.